# Legazpi (metrostation)
Legazpi is een metrostation in het stadsdeel Arganzuela van de Spaanse hoofdstad Madrid. Het station werd geopend op 1 maart 1951 en wordt bediend door de lijnen 3 en 6 van de metro van Madrid.